# Schwarzenbach LU
| LU ist das Kürzel für den Kanton Luzern in der Schweiz. Es wird verwendet, um Verwechslungen mit anderen Einträgen des Namens Schwarzenbach zu vermeiden. |

Schwarzenbach war eine selbstständige politische Gemeinde im Amt Sursee, Kanton Luzern, Schweiz. Am 1. September 2004 kam Schwarzenbach zur Gemeinde Beromünster.

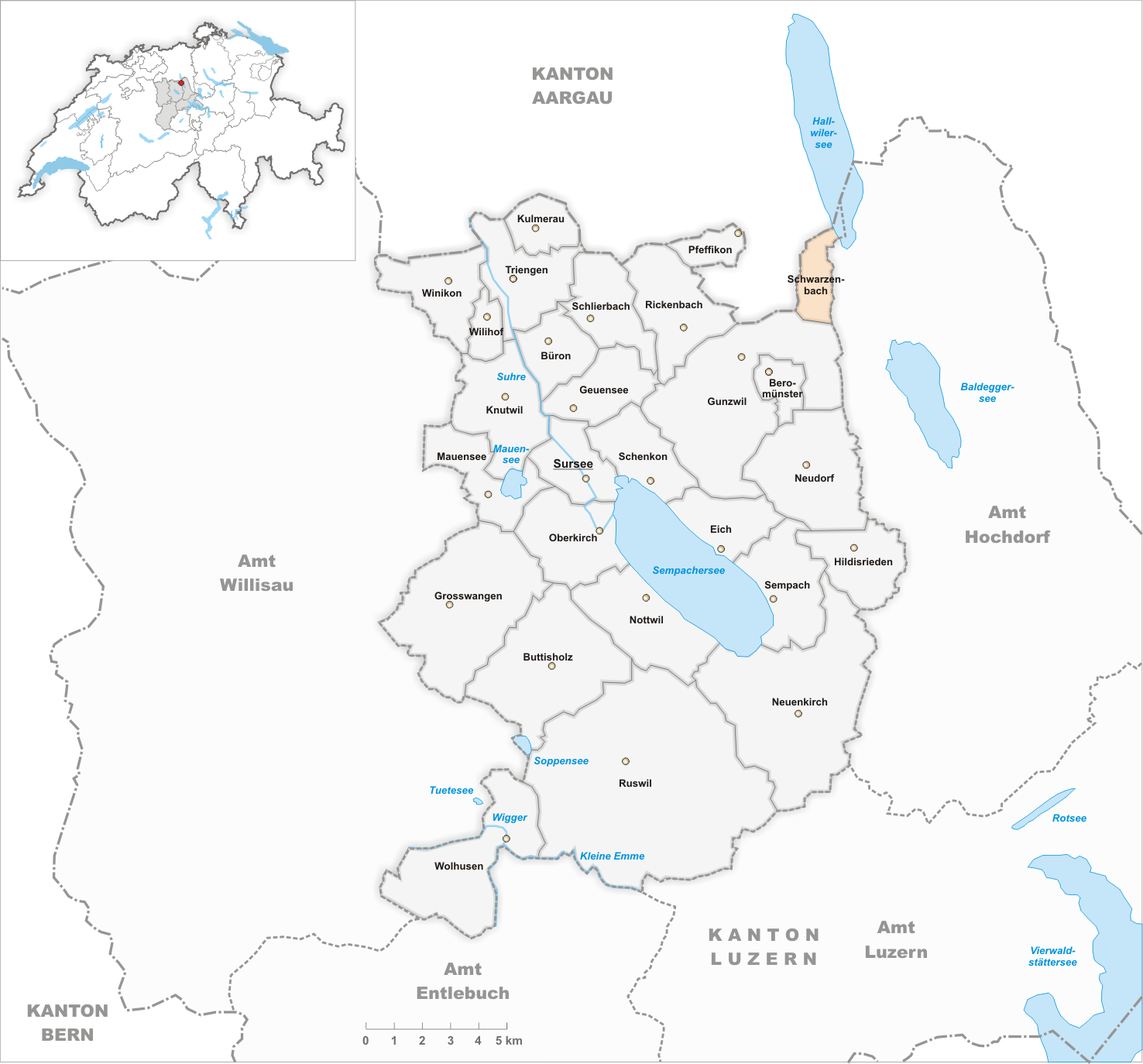
Gemeindestand vor der Fusion am 1. September 2004

Luftaufnahme von 1923
Walter Mittelholzer (1894–1937)